# Проектирование обустройства газовых месторождений
Проектирование обустройства газовых месторождений представляет собой процесс разработки рабочей документации по наземным сооружениям систем добычи газа. 
Проектирование обустройства осуществляется на основе проекта разработки месторождения, в котором обычно приводятся принципиальные решения в сфере обустройства промысла. Важнейшими элементами проекта обустройства являются технологические решения по системам сбора и промысловой обработки природного газа. 

## Этапы проектирования обустройства газовых месторождений
- выбор технологии промысловой обработки пластового газа;
- определение количества, месторасположения и производительности установок предварительной (УППГ) и установок комплексной подготовки газа;
- определяются параметры УКПГ, проектируется система подготовки топливного газа для собственных нужд;
- определяются и технологически обосновываются места строительства, сроки ввода и требуемые мощности ДКС;
- формируется компоновка системы внутрипромыслового сбора газа;
- выбирается схема обвязки кустов эксплуатационных скважин;
- детально обосновываются способы утилизации промышленных стоков, выбора горизонтов для возможной закачки их в пласт и мероприятий по очистке и подготовке сточных вод перед утилизацией;
- оптимизируется структура сети дорог и других коммуникаций, определяется порядок их строительства;
- принимаются решения по снабжению УКПГ и других промысловых объектов водой и электроэнергией;
- приводятся общие технико-экономические показатели по вариантам обустройства месторождения для возможности выбора окончательного варианта экспертным путём.

Опыт показывает, что в процессе эксплуатации выявляются отклонения от проектных показателей, поэтому некоторое время спустя (обычно через 10-15 лет после ввода в эксплуатацию) производятся модернизация и реконструкция наземных систем добычи газа.

## В России
Крупнейшими проектными институтами России, осуществляющими проектирование обустройства газовых месторождений, являются дочерние общества ОАО «Газпром» — ООО «Газпром ВНИИГАЗ» и ООО «ТюменНИИгипрогаз».